# Calomnion complanatum
Calomnion complanatum är en bladmossart som beskrevs av Lindberg 1872. Calomnion complanatum ingår i släktet Calomnion och familjen Calomniaceae. Inga underarter finns listade i Catalogue of Life.